# Lex Luthor (DC Extended Universe)
Alexander Joseph "Lex" Luthor Jr. è un personaggio immaginario del DC Extended Universe (DCEU), basato sull'omonimo personaggio di DC Comics è interpretato da Jesse Eisenberg. Il personaggio fa il suo debutto nel film Batman v Superman: Dawn of Justice (2016), dove manipola gli eventi per mettere Batman e Superman l'uno contro l'altro, con l'obiettivo di eliminare entrambi i supereroi. Lex Luthor appare brevemente anche in Justice League (2017) e nella versione del regista.
L'interpretazione di Eisenberg è stata considerata poco ortodossa rispetto alle classiche rappresentazioni del personaggio, ricevendo recensioni contrastanti, soprattutto per la sua performance in Batman v Superman: Dawn of Justice.

## Biografia del personaggio

### L'uomo d'acciaio(2013)
Sebbene Lex Luthor non compaia nel film, lui e la LexCorp vengono menzionati durante lo scontro finale tra Superman e il Generale Zod a Metropolis, quando Zod scaglia un camion cisterna della LexCorp contro Superman.

### Batman v Superman: Dawn of Justice(2016)
Lex Luthor viene introdotto come un giovane ed eccentrico uomo d'affari, ossessionato dalla distruzione di Superman. Nonostante l'immagine pubblica amichevole e accogliente, Luthor agisce nell'ombra, manipolando eventi chiave. Ingaggia il mafioso russo Anatoli Knyazev per incastrare Superman, piazzando prove che lo accusano dell'omicidio di massa di un signore della guerra africano, avvenuto mentre l'eroe salvava Lois Lane. Questo porta Superman a finire sotto un intenso scrutinio pubblico.
Nel frattempo, Luthor inizia a cercare la kryptonite prodotta dal tentativo di Zod di terraformare la Terra e chiede alla senatrice June Finch, insieme ad altri funzionari governativi, l'autorizzazione per importarla e accedere alla nave da ricognizione kryptoniana recuperata durante la Battaglia di Metropolis. Quando Finch rifiuta le sue richieste, Luthor si rivolge al senatore Barrows, un alleato più malleabile, ottenendo l'accesso alla nave e sviluppando un rancore personale nei confronti di Finch. Contrabbanda comunque la kryptonite, ignorando il divieto.
Organizza un gala a Metropolis, invitando il giornalista Clark Kent e Bruce Wayne come ospiti. Durante l'evento, Kent e Wayne discutono delle azioni di Superman e Batman, senza sapere che Luthor sta segretamente manipolando entrambi. Luthor invia rapporti sulla brutale giustizia vigilante di Batman al Daily Planet, attirando l'attenzione di Kent per fomentare l'ostilità tra i due.
Luthor manipola anche Wallace Keefe, un ex dipendente della Wayne Enterprises rimasto paralizzato durante la battaglia a Metropolis, che ritiene Superman responsabile. Intercetta i pagamenti compensativi destinati a Keefe, spingendolo alla disperazione. Dopo che Keefe vandalizza una statua di Superman e viene arrestato, Luthor paga la sua cauzione e lo convince a testimoniare contro Superman, dandogli una sedia a rotelle high-tech. Tuttavia, si tratta di una trappola: Luthor nasconde una bomba nella sedia a rotelle e la fa esplodere durante l'udienza al Campidoglio degli Stati Uniti, uccidendo centinaia di persone, tra cui Finch, Barrows, Keefe e l'assistente personale di Luthor, Mercy Graves. Sconvolto dal suo fallimento nel prevenire l'esplosione, Superman si ritira, mentre Bruce Wayne, scioccato dalla distruzione, decide di eliminare Superman.
Wayne, nei panni di Batman, ruba una scorta di kryptonite dalla LexCorp e costruisce armi per affrontare Superman. Analizzando i dati rubati durante il gala, scopre che Luthor sta monitorando diversi metaumani per ricattarli. Wayne condivide queste informazioni con Diana Prince, alias Wonder Woman, una delle persone elencate nei file.
Nel frattempo, Luthor rapisce Lois Lane e Martha Kent, la madre adottiva di Clark, per attirare Superman. Dopo che Superman salva Lois, Luthor gli rivela di aver preso Martha in ostaggio e lo costringe a combattere Batman, minacciando di ucciderla se non lo farà. I due eroi si scontrano fino a quando Lois interviene, chiarendo l'inganno orchestrato da Luthor.
Mentre Batman salva Martha da Knyazev, Luthor attiva il suo 'piano di riserva': una creatura kryptoniana, nata dalla fusione del corpo di Zod, il sangue di Luthor e la tecnologia della camera Genesis, chiamata "Doomsday". La creatura scatena il caos, ma alla fine viene fermata da Superman, Batman e Wonder Woman. Superman si sacrifica per ucciderla, usando la lancia di kryptonite forgiata da Batman.
Luthor viene arrestato dopo aver comunicato con Steppenwolf all'interno della nave kryptoniana e viene inviato al penitenziario di Belle Reve con la testa rasata. Dichiarato mentalmente instabile, evita il processo. Batman lo visita in prigione, informandolo che sarà trasferito al manicomio di Arkham. Durante l'incontro, Luthor gongola per la morte di Superman, spingendo Batman a iniziare a reclutare i metaumani dei file di Luthor per affrontare future minacce globali in assenza dell'Uomo d'Acciaio.

### Justice League

#### Versione cinematografica
Luthor appare brevemente in una scena post-credit. Dopo essere evaso di prigione in seguito alla resurrezione di Superman, incontra Deathstroke su uno yacht privato per discutere la creazione di una "lega tutta nostra" in risposta alla nascita della Justice League.

#### Versione del regista
Nella director's cut di Zack Snyder, Luthor ha un ruolo leggermente più ampio rispetto alla versione cinematografica. Viene mostrato mentre osserva gli effetti dell'urlo della morte di Superman e un ologramma di Steppenwolf all'interno della nave da ricognizione kryptoniana, poco prima del suo arresto. La sua evasione dalla prigione, avvenuta dopo la resurrezione di Superman, è narrata in dettaglio durante l'epilogo: Luthor sostituisce sé stesso con un detenuto mentalmente instabile di Arkham, lasciando intendere di essere fuggito di nascosto. L'inganno viene scoperto da una guardia durante un appello. In questa versione, Luthor appare più calmo e sofisticato, attribuendo il suo nuovo atteggiamento alla "terapia molto necessaria" ricevuta ad Arkham. La scena sullo yacht con Deathstroke si conclude con Luthor che rivela a Deathstroke l'identità segreta di Batman.

## Caratterizzazione
(Zack Snyder)
L'iterazione di Lex Luthor nel DCEU, come raffigurata in Batman v Superman: Dawn of Justice (2016), si distingue notevolmente dalla maggior parte delle rappresentazioni a fumetti e dall'interpretazione di Gene Hackman nella serie di film di Superman del 1978-87. In questa versione, Luthor si presenta al pubblico come un "tech bro" carismatico ma frenetico, ricordando la figura di Mark Zuckerberg. Tuttavia, sotto questa facciata si cela una personalità intrigante e paranoica, con tendenze sociopatiche e un'ossessione nel voler distruggere Superman. Viene inoltre caratterizzato come un misoteista, ostile verso Dio e altri esseri divini come Superman, poiché li accusa di non averlo protetto dagli abusi subiti da suo padre, Lex Luthor Sr. (da lui descritto come il "Lex dietro la LexCorp"). Jesse Eisenberg ha cercato di differenziare la sua interpretazione da quelle di Hackman e Kevin Spacey, sottolineando che il suo Lex Luthor percepisce Superman non solo come un nemico da eliminare, ma come una minaccia concreta per l'umanità. Screen Rant ha osservato che il Luthor rappresentato in Batman v Superman presenta somiglianze con una versione più giovane del personaggio vista nella serie a fumetti Superman: Birthright. Come il Lex Luthor di Smallville, anche questa iterazione è stata descritta come "maniacale e goffa", oltre che mentalmente instabile.
Inoltre, a differenza della maggior parte delle rappresentazioni di Lex Luthor, la versione interpretata da Eisenberg è raffigurata con autentici capelli lunghi fino alle spalle, invece di essere naturalmente calvo. Tuttavia, acquisisce il caratteristico aspetto calvo dei fumetti dopo essere stato rasato in prigione alla fine di Batman v Superman, mantenendolo in entrambe le versioni di Justice League. Nonostante ciò, nei fumetti ci sono stati diversi casi in cui Luthor è stato rappresentato con i capelli, come in Superman #10, dove Superboy causa accidentalmente la sua calvizie, o in storie successive che ritraggono il figlio illegittimo di Luthor, Lex Luthor II, con una folta chioma.
Analizzando Batman v Superman: Dawn of Justice, il critico cinematografico Jordan Johnson sostiene che il Luthor interpretato da Eisenberg simboleggia l'insignificanza e l'ego dell'umanità, messi in crisi dall'esistenza del divino Superman. Johnson osserva che «il casting di Jesse Eisenberg, che richiama chiaramente la sua interpretazione del magnate di Facebook Mark Zuckerberg, aggiorna Lex Luthor trasformandolo forse nel primo vero antagonista cinematografico della generazione millennial: laico, arrogante, presuntuoso, narcisista e ossessionato nella sua missione di demolire i valori della vecchia guardia». Nel 2020, Travis Bean di Forbes ha affermato che la caratterizzazione di Lex Luthor nel film rifletteva un «commento sul perpetuo conflitto morale, spirituale e culturale della nostra società». Secondo Bean, Luthor rappresentava specificamente «l'ego dilagante e la perdita di fede nell'umanità delle giovani generazioni», in contrasto con il Superman di Henry Cavill e il Batman di Ben Affleck.
Il libro Adaptation Superman: Essays on the Transmedia Man of Steel include due capitoli che approfondiscono l'analisi del Luthor interpretato da Eisenberg. Il capitolo 'Through the Lens of Dr. Frankenstein: Luthor as Prometheus' esamina questa versione del personaggio come una figura che «mette in risalto i temi prometeici e frankensteiniani». Il capitolo 'Forgiare la kryptonite: la xenofobia di Lex Luthor come frattura sociale, da Batman v Superman a Supergirl' analizza invece Luthor come parte di una rappresentazione che esplora «gli effetti culturali della xenofobia», dai livelli sociali più ampi fino alla sfera familiare, nel contesto degli anni attorno alle elezioni presidenziali degli Stati Uniti del 2016.

## Concezione e sviluppo

### Dietro le quinte

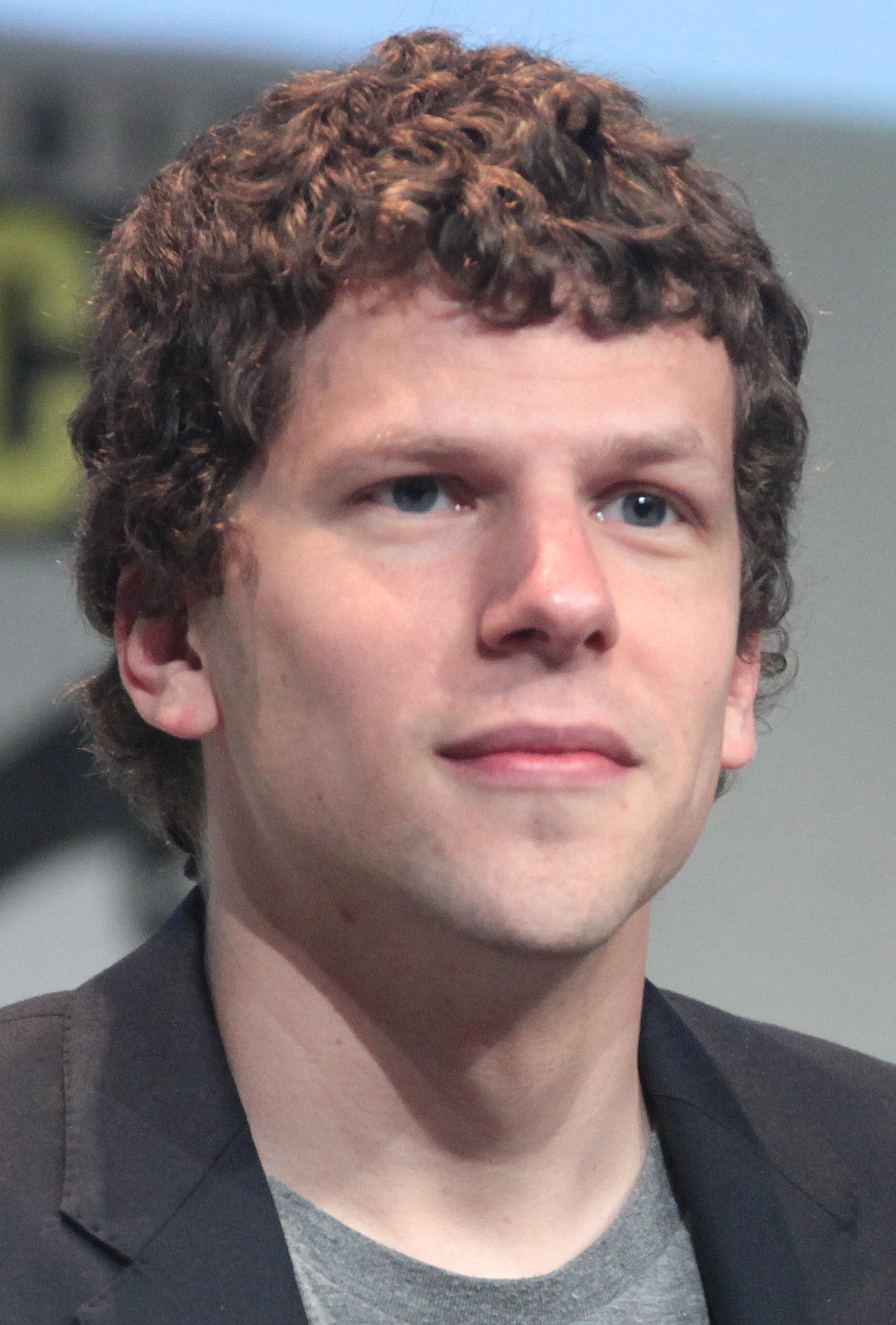
Jesse Eisenberg nel 2015

Il 31 gennaio 2014 è stato annunciato che l'attore Jesse Eisenberg era stato scelto per interpretare Lex Luthor, uno dei più grandi nemici di Superman, nel film del DCEU Batman v Superman: Dawn of Justice (2016). Lo sceneggiatore David S. Goyer ha descritto il personaggio nel sequel de L'uomo d'acciaio (2013) come un miliardario simile a Bill Gates. Il regista Zack Snyder, invece, ha immaginato una versione moderna di Luthor come una combinazione tra Richard Branson e Brad Pitt.
Eisenberg aveva già interpretato il miliardario e imprenditore Mark Zuckerberg nel film The Social Network (2010), una performance che, secondo Kase Wickman di MTV, ha permesso di tracciare paragoni tra Luthor e Zuckerberg, soprattutto per il ritratto spietato di quest'ultimo nel film.
In un'intervista con Chris Van Vliet dopo l'uscita del film, Eisenberg ha rivelato di non avere idea di quale personaggio stesse interpretando durante le prime fasi del casting e di aver avuto dei dubbi quando Snyder gli svelò che si trattava di Lex Luthor. Tuttavia, accettò il ruolo dopo aver letto la sceneggiatura, dichiarando: «Il personaggio aveva tutto ciò che mi piace davvero in un ruolo. Sembrava eccentrico e poteva apparire simpatico al pubblico, ma al contempo covava dentro di sé sentimenti terribili. Ho pensato: "Potrei interpretare questo personaggio davvero bene"». A partire dal 2020, Eisenberg si è detto disponibile a tornare nei panni di Lex Luthor in un futuro film.

## Accoglienza
Il casting di Jesse Eisenberg nel ruolo di Lex Luthor sorprese molti spettatori. Daniel Distant, del The Christian Post, espresse curiosità su come l'interpretazione di Eisenberg, considerato "fuori personaggio", avrebbe reso il ruolo di Luthor al momento dell'annuncio del casting. Inoltre, alcuni inizialmente giudicarono Eisenberg "troppo giovane" per interpretare un Luthor tradizionalmente rappresentato come un uomo di mezza età. La sua performance in Batman v Superman: Dawn of Justice ricevette recensioni per lo più negative, analogamente al film stesso, e gli valse il Razzie Award come peggior attore non protagonista. Andy Scott di Grunge.com descrisse l'interpretazione di Eisenberg come "esagerata", paragonandola sfavorevolmente a una fusione tra il suo Mark Zuckerberg in The Social Network (2010) e il Joker di Heath Ledger in Il cavaliere oscuro (2008).
In una recensione retrospettiva più positiva del film pubblicata nel 2020, Travis Bean di Forbes ha scritto che la performance di Jesse Eisenberg, descritta come una «versione malvagia e delirante del fondatore di Facebook», era stata "fraintesa" dalla maggior parte del pubblico al momento dell'uscita del film nel 2016. Secondo Bean, nel 2020 l'interpretazione affascinante di Eisenberg, che dà vita al più distruttivo villain dell'universo DC, risulterebbe incredibilmente rilevante per l'attuale clima politico instabile. Renaldo Matadeen di CBR.com, dopo aver visto la performance di Eisenberg in Vivarium, ha rivisitato il suo casting nel ruolo di Lex Luthor e ha apprezzato la visione di Zack Snyder. Matadeen ha sottolineato come Vivarium rappresenti un forte promemoria del benefattore che Lex aspira a essere, pur compiendo azioni malvagie in nome della giustizia.

## Altre apparizioni

### Pubblicità
Jesse Eisenberg è apparso nel ruolo di Lex Luthor in una campagna pubblicitaria della Turkish Airlines trasmessa durante il Super Bowl 50, promuovendo i voli per Metropolis in un tie-in legato a Batman v Superman: Dawn of Justice. Durante la partita è stata trasmessa anche una controparte con Bruce Wayne, interpretato da Ben Affleck, che promuoveva Gotham City. In particolare, l'interpretazione di Jesse Eisenberg nei panni di Lex Luthor in questi spot pubblicitari è stata molto apprezzata. Dirk Libbey di CinemaBlend ha osservato che «si abbina bene a Bruce Wayne, interpretando il cordiale uomo d'affari miliardario, ben lontano dal cattivo un po' cartoonesco che abbiamo visto nelle clip del film».

### Parodie
Eisenberg, insieme a Henry Cavill e Ben Affleck, ha ripreso il proprio ruolo in una "scena eliminata" di Batman v Superman: Dawn of Justice (2016), realizzata con Jimmy Kimmel, amico di lunga data di Affleck, e mostrata al Jimmy Kimmel Live!. Nella scena, il personaggio di Kimmel deduce con successo le identità segrete di Clark Kent e Bruce Wayne durante un gala organizzato da Lex Luthor, suscitando il disappunto dei due supereroi e l'apparente sorpresa dello stesso Luthor.
Come parte della promozione di Zack Snyder's Justice League al The Late Show with Stephen Colbert, il conduttore Stephen Colbert ha interpretato Lex Luthor in una parodia dell'epilogo del film. Nella scenetta, Luthor confondeva Deathstroke con Deadshot e Deadpool, rompendo la quarta parete mentre cercava di spiegare i problemi legati alle licenze dei personaggi e alla continuità narrativa all'interno del DCEU e di altri franchise di supereroi, come il Marvel Cinematic Universe, la serie di film X-Men e il Sony's Spider-Man Universe.